# Джеймс Ворті
Джеймс Ейджер Ворті (англ. James Ager Worthy, нар. 27 лютого 1961, Ґастонія, Північна Кароліна, США) — американський професіональний баскетболіст, що грав на позиції легкого форварда за команду НБА «Лос-Анджелес Лейкерс», яка навіки закріпила за ним ігровий №42. Гравець національної збірної США. Триразовий чемпіон НБА. Після завершення ігрової кар'єри — спортивний коментатор.
2003 року введений до Баскетбольної Зали слави (як гравець), а 1996 року включений до списку 50 найвизначніших гравців в історії НБА.

## Ігрова кар'єра

### Ранні роки
Починав грати в баскетбол у команді старшої школи Ешбрука (Ґастонія, Північна Кароліна). У випускному класі привів команду до чемпіонства штату. На університетському рівні грав за команду Північна Кароліна (1979–1982). На першому курсі зламав ногу, через що пропустив половину сезону. В своєму другому сезоні в команді допоміг їй дійти до фіналу турніру NCAA, граючи разом з Семом Перкінсом та Елом Вудом. На третьому курсі був найрезультативнішим гравцем команди, набираючи 15,6 очок за матч. Був лідером команди, де також грали Перкінс та Майкл Джордан. Північна Кароліна дійшла до фіналу змагань, де перемогла Джорджтаун, а сам Ворті домінував у матчі та був визнаний найвидатнішим гравцем фіналу чотирьох. Згодом його ігровий номер було виведено з обігу; таким чином він став одним з восьми баскетболістів, чиї номери були закріплені за ними довічно.

### Перший номер драфту
1982 року був обраний у першому раунді драфту НБА під загальним 1-м номером командою «Лос-Анджелес Лейкерс». Захищав кольори команди з Лос-Анджелеса протягом усієї історії виступів у НБА, яка налічувала 12 сезонів. Вперше в історії діючий чемпіон НБА обирав на драфті під першим номером. «Лейкерс» дістався пік від «Клівленда», який опинився на останньому місці в лізі в попередньому сезоні, а сама угода обміну на драфт-пік була здійснена кілька років перед тим.
У своєму дебютному сезоні в лізі набирав 13,4 очок за матч, що дозволило йому ідеально вписатися в атакуючу схему гри команди, яка отримала прізвисько «Showtime». Це також дозволило йому бути включеним до першої збірної новачків НБА. Наступного сезону витіснив зі стартового складу зірку команди Джамала Вілкса. Того сезону «Лейкерс» дійшли до фіналу НБА, де зустрілись з «Бостоном» та програли серію у семи матчах.

### Гравець старту
Наступного року «Лейкерс» знову дійшли до фіналу та знову зустрілись з «Бостоном», але цього разу святкували перемогу та стали чемпіонами. Ворті проявив себе як гравець останніх секунд, забивавши важливі очки у матчах плей-оф на останніх секундах. У сезоні 1985-1986 «Лейкерс» вилетіли в плей-оф від «Х'юстон Рокетс» з Ральфом Семпсоном на чолі, але сезон для Ворті був вдалим. Він покращив індивідуальну статистику до 20 очок за матч та вперше потрапив на Матч усіх зірок НБА; після цього він ще шість разім поспіль брав участь у матчах всіх зірок.
Наступного сезону набирав 23,6 очок за гру та допоміг команді знову стати чемпіонами НБА. Тоді «Лейкерс» виграли 65 матчів при 17 поразках, а багато фахівців називають ту команду одну з найкращих в історії ліги. У сезоні 1987-1988 набирав 19,7 очок та вдруге поспіль став чемпіоном ліги в складі команди. Саме в цей період він провів найрезультативніший матч у кар'єрі, набравши 38 очок проти «Атланта Гокс». А у фінальній серії проти «Детройт Пістонс» набирав 22 очки за матч, що дозволило йому стати Найціннішим гравцем фіналу НБА.
У сезоні 1988-1989 команда знову дійшла до фіналу НБА, де вдруге поспіль зустрілась там з «Детройтом». Незважаючи на те, що Ворті провів найкращу фінальну серію в своїй кар'єрі, набираючи 25,5 очка за матч, в тому числі 40-очкову гру в четвертому матчі, «Лейкерс» були биті в чотирьох матчах. На той момент Карім Абдул-Джаббар проводив свої останні матчі в спортивній кар'єрі, а Меджик Джонсон та Байрон Скотт пропустили три матчі через ушкодження.
У сезоні 1989-1990 Ворті набирав в середньому 21,1 очка та 24,2 очка в плей-оф, чим допоміг команді здобути рекод НБА з 63 перемог при 19 поразках. «Лейкерс» дійшли до півфіналу конференції, де поступилися «Фінікс Санз».
Наступного року Ворті набирав рекордні в кар'єрі 21,4 очка протягом регулярного сезону та допоміг команді дійти до фіналу НБА. Там «Лейкерс» зустрілись з «Чикаго Буллз» з Майклом Джорданом на чолі та програли.
Починаючи з плей-оф 1991 року гравця почали супроводжувати травми, що відобразилось на його швидкості та результативності. Перед початком сезону 1994-1995 оголосив про завершення спортивної кар'єри.

## Статистика виступів в НБА
| † | Позначає сезон, в якому Джеймс Ворті ставав чемпіоном НБА |

### Регулярний сезон
| Сезон             | Команда                | GP  | GS  | MPG  | FG%  | 3P%  | FT%  | RPG | APG | SPG | BPG | PPG  |
| ----------------- | ---------------------- | --- | --- | ---- | ---- | ---- | ---- | --- | --- | --- | --- | ---- |
| 1982–83           | «Лос-Анджелес Лейкерс» | 77  | 1   | 25.6 | .579 | .250 | .624 | 5.2 | 1.7 | 1.2 | .8  | 13.4 |
| 1983–84           | «Лос-Анджелес Лейкерс» | 82  | 53  | 29.5 | .556 | .000 | .759 | 6.3 | 2.5 | .9  | .9  | 14.5 |
| 1984–85†          | «Лос-Анджелес Лейкерс» | 80  | 76  | 33.7 | .572 | .000 | .776 | 6.4 | 2.5 | 1.1 | .8  | 17.6 |
| 1985–86           | «Лос-Анджелес Лейкерс» | 75  | 73  | 32.7 | .579 | .000 | .771 | 5.2 | 2.7 | 1.1 | 1.0 | 20.0 |
| 1986–87†          | «Лос-Анджелес Лейкерс» | 82  | 82  | 34.4 | .539 | .000 | .751 | 5.7 | 2.8 | 1.3 | 1.0 | 19.4 |
| 1987–88†          | «Лос-Анджелес Лейкерс» | 75  | 72  | 35.4 | .531 | .125 | .796 | 5.0 | 3.9 | 1.0 | .7  | 19.7 |
| 1988–89           | «Лос-Анджелес Лейкерс» | 81  | 81  | 36.5 | .548 | .087 | .782 | 6.0 | 3.6 | 1.3 | .7  | 20.5 |
| 1989–90           | «Лос-Анджелес Лейкерс» | 80  | 80  | 37.0 | .548 | .306 | .782 | 6.0 | 3.6 | 1.2 | .6  | 21.1 |
| 1990–91           | «Лос-Анджелес Лейкерс» | 78  | 74  | 38.6 | .492 | .289 | .797 | 4.6 | 3.5 | 1.3 | .4  | 21.4 |
| 1991–92           | «Лос-Анджелес Лейкерс» | 54  | 54  | 39.0 | .447 | .209 | .814 | 5.6 | 4.7 | 1.4 | .4  | 19.9 |
| 1992–93           | «Лос-Анджелес Лейкерс» | 82  | 69  | 28.8 | .447 | .270 | .810 | 3.0 | 3.4 | 1.1 | .3  | 14.9 |
| 1993–94           | «Лос-Анджелес Лейкерс» | 80  | 2   | 20.0 | .406 | .288 | .741 | 2.3 | 1.9 | .6  | .2  | 10.2 |
| Усього за кар'єру | Усього за кар'єру      | 926 | 717 | 32.4 | .521 | .241 | .769 | 5.1 | 3.0 | 1.1 | .7  | 17.6 |

### Плей-оф
| Сезон             | Команда                | GP  | GS  | MPG  | FG%  | 3P%  | FT%  | RPG | APG | SPG | BPG | PPG  |
| ----------------- | ---------------------- | --- | --- | ---- | ---- | ---- | ---- | --- | --- | --- | --- | ---- |
| 1984              | «Лос-Анджелес Лейкерс» | 21  | 0   | 33.7 | .599 | .500 | .609 | 5.0 | 2.7 | 1.3 | .5  | 17.7 |
| 1985†             | «Лос-Анджелес Лейкерс» | 19  | 19  | 32.9 | .622 | .500 | .676 | 5.1 | 2.2 | .9  | .7  | 21.5 |
| 1986              | «Лос-Анджелес Лейкерс» | 14  | 14  | 38.5 | .558 | .000 | .681 | 4.6 | 3.2 | 1.1 | .7  | 19.6 |
| 1987†             | «Лос-Анджелес Лейкерс» | 18  | 18  | 37.8 | .591 | .000 | .753 | 5.6 | 3.5 | 1.6 | 1.2 | 23.6 |
| 1988†             | «Лос-Анджелес Лейкерс» | 24  | 24  | 37.3 | .523 | .111 | .758 | 5.8 | 4.4 | 1.4 | .8  | 21.1 |
| 1989              | «Лос-Анджелес Лейкерс» | 15  | 15  | 40.0 | .567 | .375 | .788 | 6.7 | 2.8 | 1.2 | 1.1 | 24.8 |
| 1990              | «Лос-Анджелес Лейкерс» | 9   | 9   | 40.7 | .497 | .250 | .837 | 5.6 | 3.0 | 1.6 | .3  | 24.2 |
| 1991              | «Лос-Анджелес Лейкерс» | 18  | 18  | 40.7 | .465 | .167 | .736 | 4.1 | 3.9 | 1.1 | .1  | 21.1 |
| 1993              | «Лос-Анджелес Лейкерс» | 5   | 0   | 29.6 | .372 | .250 | .600 | 3.4 | 2.6 | 1.0 | .0  | 13.8 |
| Усього за кар'єру | Усього за кар'єру      | 143 | 117 | 37.0 | .544 | .209 | .727 | 5.2 | 3.2 | 1.2 | .7  | 21.1 |

## Після НБА

### Кар'єра на телебаченні
Після закінчення ігрової кар'єри працював аналітиком на Time Warner Cable SportsNet та Time Warner Cable Deportes, висвітлюючи матчі «Лейкерс». Також працював коментатором на KCBS-TV. 
1993 року зіграв Клінгона Корала у одному з епізодів телесеріалу «Зоряний шлях: Наступне покоління». Він також зіграв самого себе у телесеріалах «Усі люблять Реймонда» та «Вебстер».

### Кар'єра тренера
28 вересня 2015 року почав працювати в тренерському штабі «Лейкерс», спеціалізуючись на тренуванні великих гравців.

### Меценатство
Засновник благодійної організації James Worthy Foundation, постійно підтримує неприбуткові організації Boys & Girls Clubs, Big Brothers of America, YMCA та інші.

## Особисте життя
Був одружений з Анджелою Вайлдер з 1984 по 1996 рік. У подружжя народилось дві дочки — Сейбл та Сієрра.